# Super Gremlin
„Super Gremlin” – piosenka amerykańskiego rapera Kodaka Blacka, wydana 30 października 2021 roku jako czwarty utwór na albumie kolektywu Sniper Gang; Sniper Gang Presents Syko Bob & Snapkatt: Nightmare Babies.

## Odbiór
Aron A. z portalu HotNewHipHop opisał opinię fanów „jako powrót do formy” Kodaka. Jon Powell z portalu Revolt nazwał piosenkę wyróżniającą się na tle innych utworów z projektu Nightmare Babies. Utwór zajął 20 miejsce na liście Billboard Hot 100, 2 na liście Hot R&B/Hip-Hop Songs oraz 57 na Canadian Hot 100. 
Teledysk został wydany 1 listopada 2021 roku. Film pokazuje, jak Kodak obejmuje mroczne motywy Halloween, na przemian występując przed zakrwawionymi ścianami, nosząc na sobie taśmę z miejsca zbrodni, rapując w wyściełanej celi i śpiąc z kobietami, których kostiumy przypominają styl dominatrix (pl; dominę) i mają zaszyte usta. Teledysk szybko zdobył ponad 50 milionów wyświetleń.
Amerykańska raperka Latto wydała 27 grudnia 2021 roku utwór „Super Gremlin Freestyle”, który nagrała w swoim studio w Atlancie. Do utworu nagrano teledysk.. Singel stał się sensacją na całym świecie i później dotarł do 6 pozycji na liście Hot 100 oraz 1 na Hot R&B/Hip-Hop Songs. Utwór pokrył się platyną w ciągu 2 miesięcy od publikacji. Piosenka łącznie została odsłuchana ponad 65 milionów razy na Spotify a teledysk został wyświetlony ponad 74 miliony razy (stan na styczeń 2022 r.). 18 stycznia 2022 r. piosenka uplasowała się na 5 miejscu na Hot 100.

## Pozycję na listach przebojów
| Lista (2021)                      | Pozycja |
| --------------------------------- | ------- |
| Kanada (Canadian Hot 100)         | 30      |
| Global 200 (Billboard)            | 19      |
| Nowa Zelandia (RMNZ)              | 27      |
| Billboard Hot 100                 | 5       |
| Hot R&B/Hip-Hop Songs (Billboard) | 1       |
| Rhythmic (Billboard)              | 17      |

## Certyfikaty i sprzedaż
| Kraj       | Certyfikat      | Sprzedaż   |
| ---------- | --------------- | ---------- |
| USA (RIAA) | platynowa płyta | 1,000,000+ |

## Historia wydań
| Region            | Data                    | Format                         | Wytwórnia | Źródło |
| ----------------- | ----------------------- | ------------------------------ | --------- | ------ |
| Cały świat        | 30 października 2021 r. | - Digital download - streaming | Atlantic  | [ 14 ] |
| Stany Zjednoczone | 11 stycznia 2022 r.     | Urban contemporary radio       | Atlantic  | [ 15 ] |